# حور أثيني
حور أثيني (الاسم العلمي:Populus atheniensis) هو نوع غير مؤكد من النباتات يتبع جنس الحور من الفصيلة الصفصافية.